# Núñez (Buenos Aires)

Lage von Núñez in Buenos Aires

Núñez ist ein Stadtteil der argentinischen Hauptstadt Buenos Aires. Er ist 3,9 km² groß und hat ca. 50.000 Einwohner (Stand von 2001).
Núñez liegt am nördlichen Stadtrand am Ufer des Río de la Plata. Südöstlich davon befindet sich Belgrano, im Westen liegen Saavedra und Coghlan. Er wird begrenzt durch die Straßen Avenida Cabildo, Crisólogo Larralde, Zapiola, Congreso, Udaondo, Cantilo und Avenida General Paz.

## Geschichte
Núñez wurde zusammen mit dem benachbarten Saavedra von Don Florencio Emeterio Núñez gegründet. Am 27. April 1873 wurde die Eisenbahnlinie eröffnet, im Anschluss daran wurde das Land parzelliert und bebaut. Da Don Núñez das Land für den Bahnhof gestiftet hat, wurden die Station und die Nachbarschaft nach ihm benannt. 
Heute ist der Stadtteil geprägt durch die mehrgeschossige Bebauung und kommerzielle Aktivitäten, besonders entlang der Avenida Cabildo und Avenida del Libertador. Die Wohnstraßen mit ihren Villen hingegen sind recht hübsch und etwas exklusiver, ähnlich wie in den anderen nördlichen Vierteln. Es gibt zwei Plätze: die Plaza Balcarce und die Plaza Félix Lima. Außerdem findet man hier Sportclubs und Erholungsflächen.